# Danganronpa

Logo della serie

Danganronpa (ダンガンロンパ?) è una serie giapponese di videogiochi sviluppata da Spike Chunsoft per PlayStation Portable, PlayStation Vita, PlayStation 4, Nintendo Switch, iOS e Android.

## Titoli della serie
Il primo gioco, Danganronpa: Trigger Happy Havoc (ダンガンロンパ 希望の学園と絶望の高校生?, Danganronpa: Kibō no Gakuen to Zetsubō no Kōkōsei), è stato pubblicato per PSP nel novembre del 2010 e per iOS ed Android nell'agosto del 2012, e poi successivamente, in lingua inglese, in America e in Europa nel febbraio del 2014 grazie alla NIS America.
Sempre per PSP è stato pubblicato nel luglio 2012 il sequel Danganronpa 2: Goodbye Despair (スーパーダンガンロンパ2 さよなら絶望学園?, Sūpā Danganronpa Tsū: Sayonara Zetsubō Gakuen, Super Danganronpa 2: Goodbye Despair Academy), adattato in seguito in inglese per console PS Vita e giunto in America e in Europa ancora grazie alla NIS America ad inizio settembre del 2014.
Inoltre, sempre per la stessa console, il 10 ottobre 2013 la Spike Chunsoft ha ideato Danganronpa 1・2 Reload, titolo che fonde entrambi i giochi con l'aggiunta però, oltre che una grafica migliorata, di due nuove modalità, la modalità scuola e modalità isola, che si distaccheranno dalla trama di entrambi i titoli e permetteranno al giocatore di compiere nuove azioni in giro per le mappe.
Annunciato il 9 settembre 2013 nella conferenza stampa della Sony Computer Entertainment, è in seguito giunto ancora per PS Vita il 25 settembre dell'anno successivo uno spin off chiamato Danganronpa Another Episode: Ultra Despair Girls (絶対絶望少女 ダンガンロンパ Another Episode?, Zettai Zetsubou Shoujo: Danganronpa Another Episode, Absolute Despair Girls: Danganronpa Another Episode) che è stato localizzato e trasposto in inglese, per il mercato americano ed europeo, solo ad inizio settembre 2015. 
Nel trailer di tale gioco, inoltre, sono stati introdotti indizi della realizzazione di un terzo capitolo alla serie dei titoli principali, come ha poi confermato Yoshinori Terasawa. Il 15 settembre 2015, in un'altra conferenza stampa della Sony, è stato così annunciato come titolo per PS Vita e PlayStation 4 e mostrato un primo trailer del gioco.
Nel corso dei mesi successivi la produzione e le informazioni attorno al gioco, che in seguito è stato svelato che si intitolerà New Danganronpa V3: Minna no Koroshiai Shingakki, si sono affiancate a quelle di un anime, il secondo della serie, dopo Danganronpa: The Animation. Inizialmente concepito come adattamento di Danganronpa 2: Goodbye Despair, successivamente i produttori della serie (soprattutto il direttore Kodaka e il produttore Terasawa) hanno preferito trasformare l'anime nel terzo e ultimo titolo principale della serie, intitolato Danganronpa 3: The End of Hope's Peak Academy (ダンガンロンパ３ –The End of 希望ヶ峰学園–?, Danganronpa 3: The End of Kibōgamine Gakuen). Trasmesso dall'11 luglio fino al 29 settembre 2016, l'anime è stato suddiviso in due archi, il Future Arc (未来編?, Mirai-hen, lett. "Arco del Futuro") e il Despair Arc (絶望編?, Zetsubō-hen, lett. "Arco della Disperazione"), oltre ad uno ulteriore, l'Hope Arc (希望編?, Kibō-hen, lett. "Arco della Speranza"), che contiene l'episodio conclusivo dell'anime in cui convergono i finali anche dei due precedenti archi. Il Future Arc serve come sequel delle vicende di Goodbye Despair, mentre il Despair Arc funge da prequel di Trigger Happy Havoc, approfondendo situazioni ed elementi che hanno portato agli eventi del primo e del secondo titolo.
Dopo l'anime, come detto, è stato pubblicato anche il quarto videogioco della serie, arrivato per la prima volta in Giappone per console PS Vita e PlayStation 4 il 12 gennaio 2017, e successivamente raggiunto il mercato americano ed europeo il 26 ed il 29 settembre con il titolo di Danganronpa V3: Killing Harmony (ニューダンガンロンパV3 みんなのコロシアイ新学期?, New Dangan Ronpa V3: Minna no Koroshiai Shin Gakki). Rispetto ai precedenti titoli, il nuovo titolo introduce una nuova storyline, che si distacca completamente dalle vicende della trilogia della Hope's Peak Academy, pur svolgendosi nello stesso universo.

## Trama
La Hope's Peak Academy è una grandiosa accademia privata che deve il suo prestigio al fatto che al suo interno sono accettati solo i migliori studenti al mondo. Questi, ad ognuno dei quali è affidato un titolo Super Ultra in base al talento di cui sono dotati (che non si limita solo a capacità accademiche, ma anche atletiche, sportive, morali o di altro genere), una volta diplomatisi nella Hope's Peak, sono destinati ad eccellere e primeggiare nel proprio settore, e diventare la Speranza per il futuro della società. Alcuni studenti, tra i quali i protagonisti dei due giochi, Makoto Naegi e Hajime Hinata, tuttavia non appena entrati nella scuola perdono conoscenza e successivamente scoprono che questa è diventata una sorta di bunker in cui essi non possono in alcun modo uscire a causa delle porte e le finestre sbarrate, oppure si ritrovano sull'Isola Jabberwock da cui non possono scappare. Colui che li ha intrappolati è un misterioso individuo che cela la propria identità dietro Monokuma, un robot animatronico a forma di orso. Quest'ultimo costringe gli studenti a partecipare a un gioco di morte da cui poter scappare solamente uccidendosi a vicenda e sopravvivendo ai vari Processi di Classe per scoprire i colpevoli dei vari omicidi che si susseguiranno nel corso del tempo. Sarà compito dunque di Makoto, Hajime e gli altri studenti cercare di sopravvivere ai vari processi e, col tempo, rivelare gli oscuri e tremendi misteri su ciò che è accaduto alla Hope's Peak Academy e sull'identità di Monokuma, e sconfiggerlo, per poter finalmente tornare liberi.

## Modalità di gioco
Danganronpa: Trigger Happy Havoc e Danganronpa 2: Goodbye Despair sono due visual novel in cui il giocatore impersonerà uno studente, ammesso alla Hope's Peak Academy in circostanze inusuali (Nel primo titolo il protagonista sarà Makoto Naegi, che sarà ammesso col titolo di Super Ultra Studente Fortunato dopo aver vinto una lotteria. Nel sequel il personaggio principale è Hajime Hinata, il cui talento non verrà specificato e ne sarà all'oscuro anche lo stesso ragazzo per gran parte del gioco), che si ritrova a partecipare al gioco di morte di Monokuma assieme al resto dei propri compagni. In seguito ad un omicidio vi sarà il periodo di "Investigazione", durante il quale Makoto e Hajime dovranno raccogliere informazioni, prove e testimonianze da usare nel Processo di classe, durante il quale dovranno chiarire le dinamiche con cui si è svolto l'omicidio e infine smascherare il vero colpevole, che una volta scoperto verrà sottoposto da Monokuma ad esecuzione ed ucciso.
Ben diverse saranno le dinamiche di gioco di Danganronpa: Another Episode che sarà uno sparatutto in terza persona in cui il giocatore vestirà i panni di Komaru Naegi, sorella di Makoto, che si ritrova a combattere contro i Soldati della Speranza, un gruppo di bambini seguaci dell'autore della Tragedia, i quali diffonderanno vari Monokuma in giro per la città di Towa con lo scopo di uccidere tutti gli adulti e prendere possesso della città. Komaru, quindi, girerà per la città armata di un dispositivo simile ad un megafono, capace di trasformare le sue parole in pallottole con cui poter annientare le copie di Monokuma o fare altre azioni. Ad affiancarla ci sarà Toko Fukawa che sarà armata semplicemente di un taser attraverso il quale, se richiesto dal giocatore, con una scarica può trasformarsi in Genocide Jill e sfoderare potenti attacchi con le sue forbici. Inoltre sparsi per le mappe, sarà possibile raccogliere i gettoni Monokuma con cui acquistare munizioni, oggetti e funzioni utili durante il gioco.

## Manga
Dai due giochi principali sono stati tratti varie serie di manga: 
- Danganronpa: Kibō no Gakuen to Zetsubō no Kōkōsei (ダンガンロンパ 希望の学園と絶望の高校生?) (Illustrazioni a cura di Hajime Touya, è stato pubblicato da Famitsū Comic Clear della Enterbrain dal 24 giugno 2011 fino al 18 ottobre 2013)
- Danganronpa: Kibō no Gakuen to Zetsubō no Kōkōsei 4Koma Kings (ダンガンロンパ 希望の学園と絶望の高校生 4コマKINGS?) (Composto da vari artisti e diviso in tre volumi, pubblicati tra il 25 luglio 2011 e il 25 gennaio 2014)
- Danganronpa: Kibō no Gakuen to Zetsubō no Kōkōsei Comic Anthology (ダンガンロンパ 希望の学園と絶望の高校生 コミックアンソロジー?) (Anch'esso diviso in 3 volumi composti da più autori, e pubblicato dal 25 agosto 2011 fino al 25 febbraio 2014)
- Super Danganronpa 2: Sayonara Zetsubō Gakuen (スーパーダンガンロンパ2 さよなら絶望学園?) (Pubblicato dalla Famitsu Comic Clear dal 10 dicembre 2012)
- Super Danganronpa 2: Dangan Island - Kokoro Tokonatsu Kokoronpa♪ (スーパーダンガンロンパ2 だんがんアイランド ココロ常夏、ここロンパ♪?) (Illustrato da Yoryu, è stato pubblicato dalla Mag Garden dal 30 ottobre 2012 al 15 aprile dell'anno successivo)
- Super Danganronpa 2: Chō-Kōkō-Kyū no Kōun to Kibō to Zetsubō (スーパーダンガンロンパ2 超高校級の幸運と希望と絶望?) (Illustrazioni di Kyosuke Suka e pubblicato ancora da Mag Garden dal 20 novembre 2012)
- Super Danganronpa 2: Nanami Chiaki no Sayonara Zetsubō Daibōken (スーパーダンガンロンパ2 七海千秋のさよなら絶望大冒険?) (Disegnato da Karin Suzuragi, diffuso dalla Monthly Comic Blade dal Dicembre 2012)
- Super Danganronpa 2: Nangoku Zetsubo Carnival! (スーパーダンガンロンパ2 南国ぜつぼうカーニバル!?) (Composto da Ayune Araragi e pubblicato sul GA Bunko Magazine della GA Bunko a partire dal 14 aprile 2013)
- Super Danganronpa 2: Sayonara Zetsubō Gakuen - 4Koma Kings (スーパーダンガンロンパ2 さよなら絶望学園 4コマKINGS?) (Suddiviso in 4 volumi con autori diversi e pubblicato a partire dal 25 ottobre del 2012 fino al 25 ottobre dell'anno successivo)
- Super Danganronpa 2: Sayonara Zetsubō Gakuen - Comic Anthology (スーパーダンガンロンパ2 さよなら絶望学園 コミックアンソロジー?) (pubblicato tra il 24 novembre 2012 e il 25 novembre del 2013 attraverso 4 volumi con autori vari)
- Danganronpa: The Animation (ダンガンロンパ 希望の学園と絶望の高校生: The Animation?) (Autore Samurai Takashi, pubblicato dalla Shonen Ace della Kadokawa Shoten tra il luglio del 2013 e quello dell'anno successivo)
- Danganronpa: The Animation - Comic Anthology (ダンガンロンパ 希望の学園と絶望の高校生 The Animation 電撃コミックアンソロジー?) (Disegnato da vari autori, è stato pubblicato il 27 agosto 2013)

## Light novel
Dalla serie sono state scritte anche varie light novel: 
- Danganronpa/Zero (ダンガンロンパ/ゼロ) scritto da Kazutaka Kodaka, illustrato da Rui Komatsuzaki e successivamente pubblicato il 16 settembre 2011 in due volumi, ha come protagonista Ryoko Otonashi, studentessa della Hope's Peak Academy col titolo di Super Ultra Analista affetta da continue amnesie, per le quali è costretta a scrivere tutto ciò che fa in un quaderno e, inoltre, viene visitata da Yasuke Matsuda, Super Ultra Neurologo, col quale in seguito si lega in una relazione amorosa.
- Danganronpa: Trigger Happy Havoc IF: The Button of Hope and the Tragic Warriors of Despair  ( Il Bottone della Speranza e i Tragici Guerrieri della Disperazione ) è stata scritta da Ryougo Narita e pubblicata come contenuto aggiuntivo a Danganronpa 2: Goodbye Despair una volta finito il gioco una prima volta. La light novel segue gli eventi del primo gioco fino a quando Makoto Naegi, nella "Macchina Monomono" trova il Bottone d'Uscita, che non appena preme gli dà la scossa, grazie alla quale riacquista tutte le sue vecchie memorie e salva Mukuro Ikusaba, prima che venga uccisa da Monokuma da alcune lance, venendo colpito al suo posto e rimanendo ferito gravemente.
- Danganronpa Kirigiri (ダンガンロンパ霧切) è una light novel scritta da Takekuni Kitayama e illustrata da Rui Komatsuzaki pubblicata il 13 settembre 2013. Divisa in due volumi, in essa è raccontato un episodio del passato del personaggio Kyoko Kirigiri, durante il quale si occupa di un caso che coinvolge lei ed altri detective, molti dei quali più tardi verranno trovati uccisi. Assieme a lei ci sarà una ragazza di nome Yui Samidare, che inizialmente la crede colpevole, ma con la quale alla fine stringerà un profondo legame e assieme indagheranno sul caso.
- Ultra Despair Hagakure è un racconto che ha per protagonista Yasuhiro Hagakure, uno degli studenti intrappolato nella Hope's Peak Academy, e Kanon Nakajima, cugina di un altro dei "partecipanti" del gioco di morte di Monokuma, Leon Kuwata. Essa è un contenuto aggiuntivo sbloccabile una volta finito per la prima volta Danganronpa Another Episode: Ultra Despair Girls.